# Schloss Gstöttenau

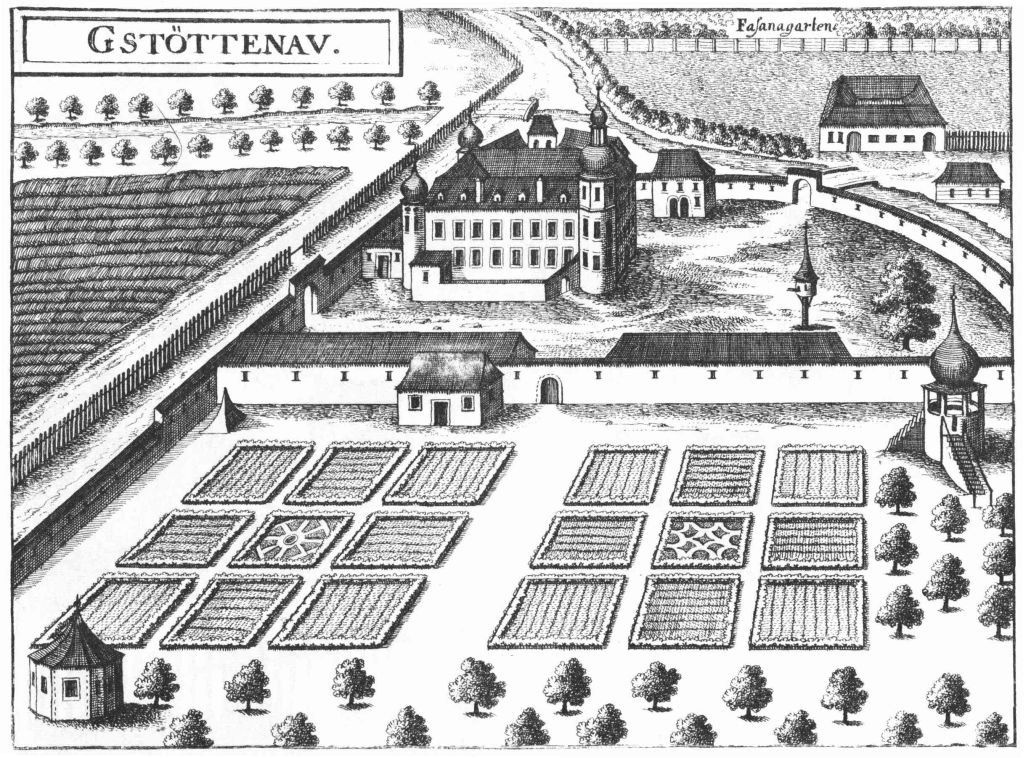
Schloss Gstöttenau nach einem Stich von Georg Matthäus Vischer von 1674

Das ehemalige Schloss Gstöttenau befand sich im gleichnamigen Ortsteil Gstöttenau der heutigen Gemeinde Pupping, im Bezirk Eferding von Oberösterreich.

## Geschichte
Um 1317 ist ein Gut zu Steten ob Everding beurkundet. Dietmar von Aistersheim soll es 1317 dem Stift Wilhering geschenkt haben. Ursprünglich hat Gstöttenau den Schaunbergern gehört, zumindest scheint es unter dem Namen Gstöttenau im Schaunberger Urbar von 1371 auf.
Das Schloss Gstöttenau dürfte erst im Barock erbaut worden sein: 1742 wird es als „ein schönes […] auf einer fruchtbaren ebene gelegenes und auf die neue art erbautes schloss“ genannt.
Ende des 16. Jahrhunderts war Gsöttenau im Besitz des Niklas Glötschl von Gallham (Götschlein von Gallhaimb). Nach seinem Ableben heiratete seine Witwe Magdalena Ladaroneria 1584, die über eine Hälfte des Besitzes von Gstöttenau verfügte, den Siegmund von Sprinzenstein. Die andere Hälfte des Schlossbesitzes war in den Händen ihres Schwagers Ernst Ekkehard von Hungersbach. 1605 kaufte Peter Christoph Praunfalk beiden Besitzern das Schloss ab, veräußerte es aber 1620 an Erasmus von Starhemberg († 1648, beigesetzt in der Starhembergischen Gruft in Hellmonsödt). Nach dem Tod seiner Gattin vermählte sich Erasmus 1632 mit Salome von Jörger. Bei den Starhembergern verblieb der Besitz bis 1934.
1830 war das einst weitläufige Schloss bereits zur Ruine geworden. Deshalb wurden um 1884 Teile des verfallenen Schlosses abgetragen, zwischen 1934 und 1936 wurde das Schloss bis auf die Grundmauern entfernt.

## Baulichkeiten
Auf dem Stich von Georg Matthäus Vischer von 1674 war Schloss Gstöttenau ein zwei- bzw. dreigeschoßiger Bau mit drei Ecktürmen und Zwiebeldächern, die um einen Innenhof gruppiert waren. Das Schloss war mit einer einfachen, etwa einstöckigen Mauer umgeben, wobei an der Innenseite zum Schloss Wirtschaftsgebäude angebracht waren. Außerhalb des Schlosshofes ist ein Ziergarten mit einem kleinen Aussichtstürmchen erkennbar. Ebenso ist hier auf dem anderen Ufer eines Nebenzweiges der Aschach ein Meierhof erkennbar.
Die Baureste liegen neben der Straße von Eferding nach Aschach an der Donau in einem Obstgarten; ein dort befindlicher Stadel steht auf den noch erkennbaren Grundfesten des Schlosses. Auf dem Schlossgrund wurden Neubauten errichtet, heute steht nur mehr der frühere Meierhof bzw. das einstige Brauhaus (jetzt Gasthaus Schickerbauer, Gstöttenau 3). An der Verstärkung der Hausecken ist zu erkennen, dass das Gebäude hochwassergefährdet war.

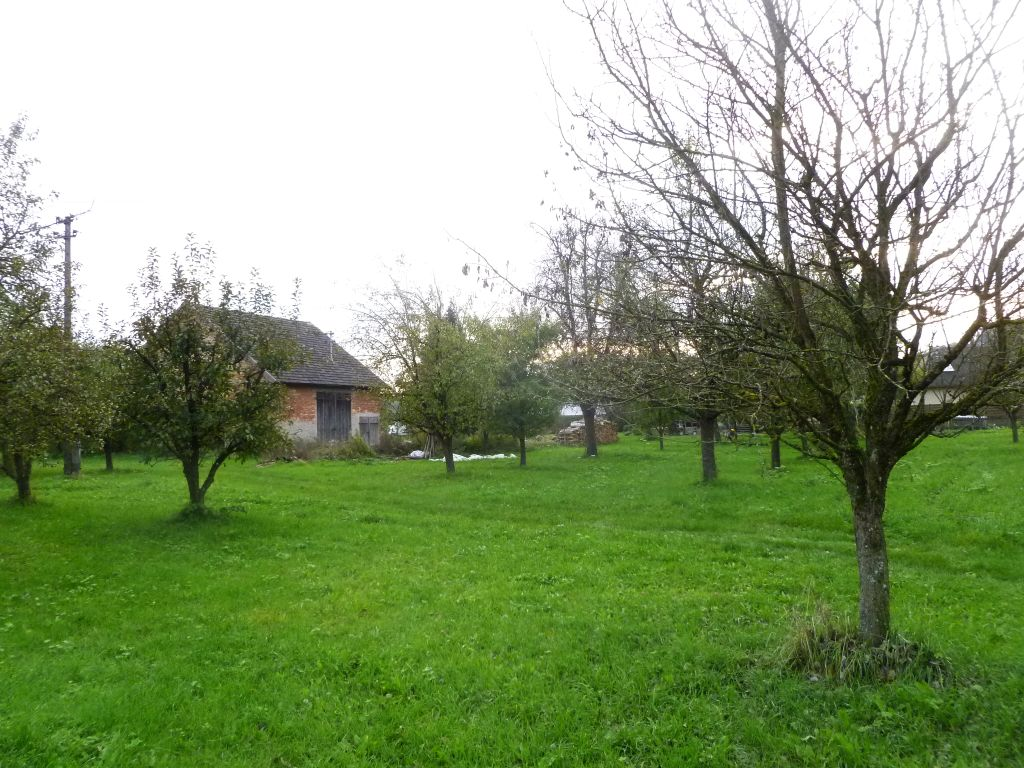
Standort von Schloss Gstöttenau heute
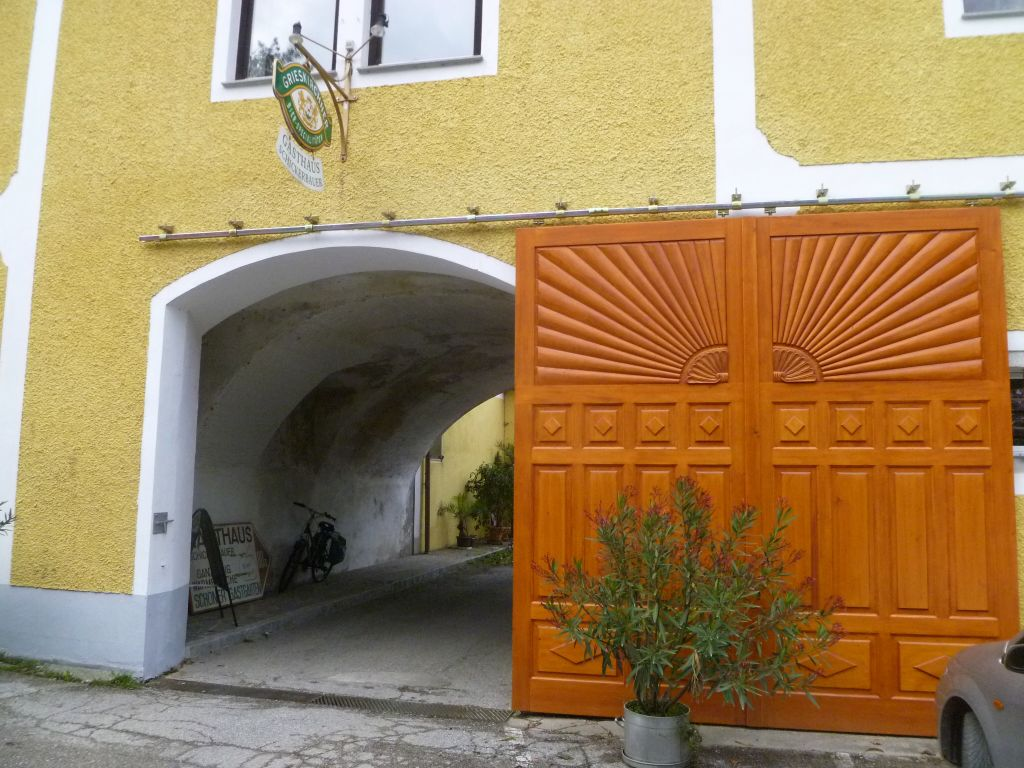
Gasthof Schickerbauer, früherer Meierhof bzw. Brauhaus von Schloss Gstöttenau
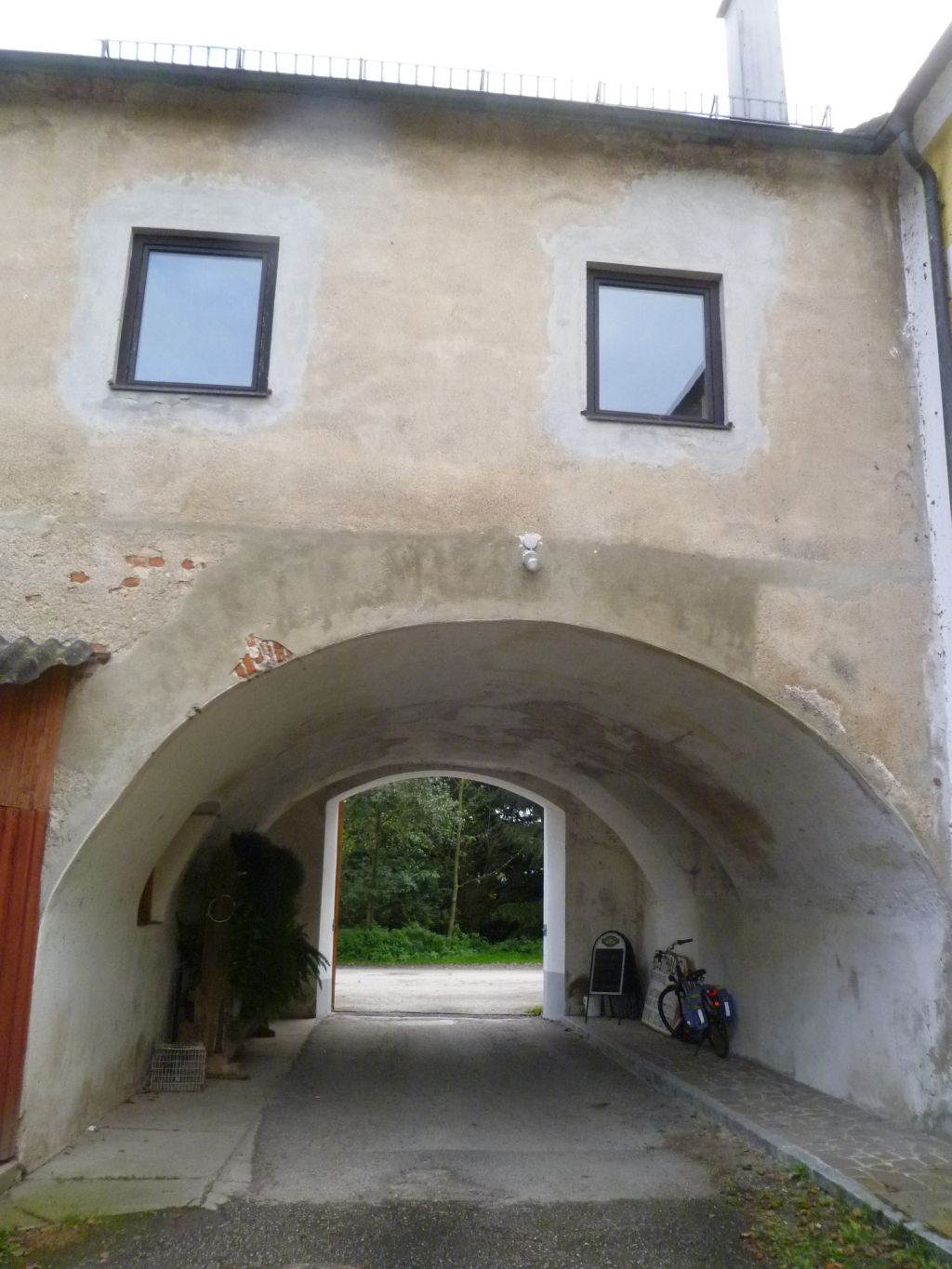
Gasthof Schickerbauer, Eingangsdurchfahrt
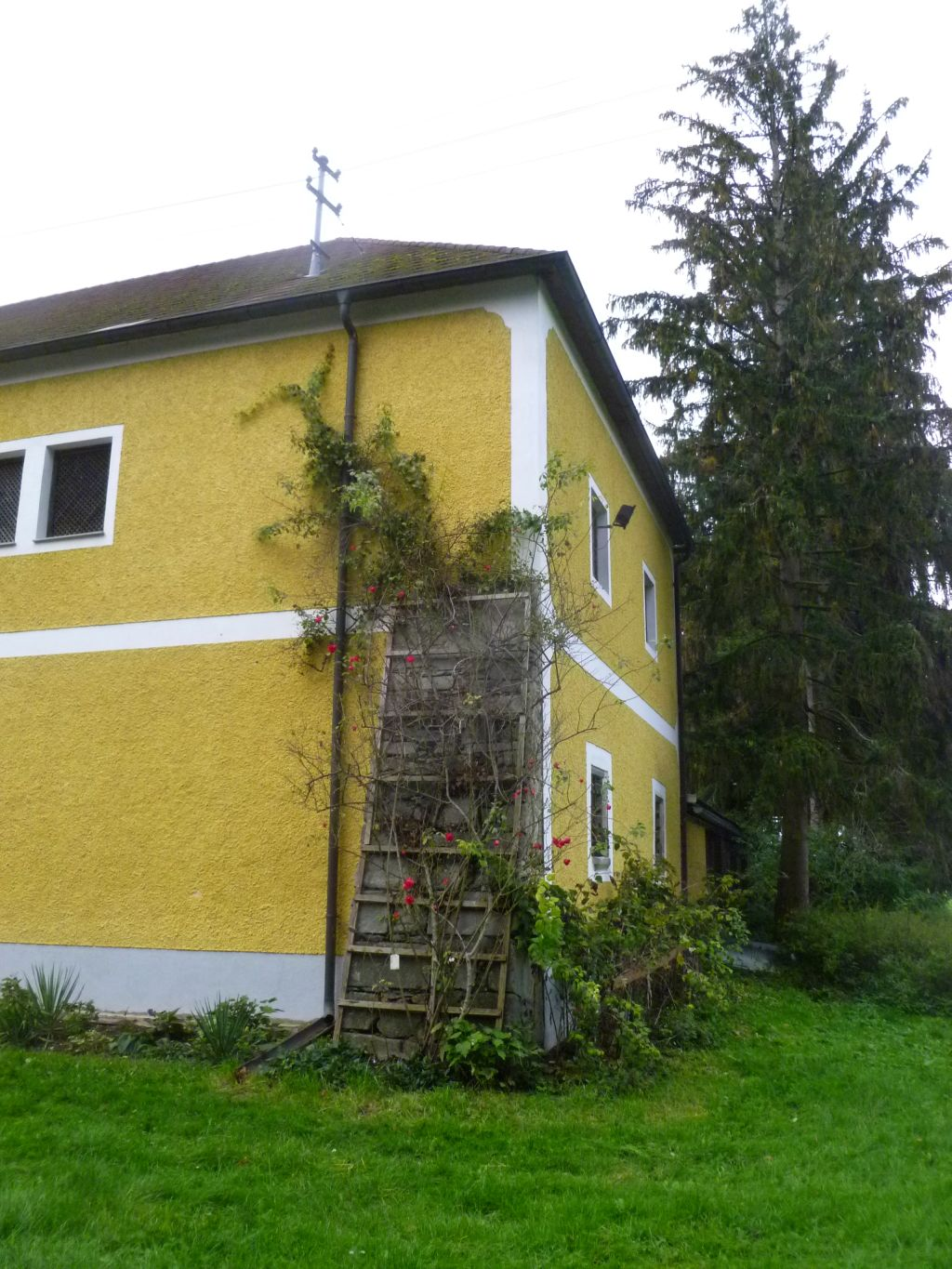
Gasthof Schickerbauer, Eckverstärkung